# Итальянцы в Тунисе
Итальянцы в Тунисе (итал. Italo-tunisini, араб. تونسيون إيطاليون‎) были некогда крупной этнокультурной общиной, которая внесла значительный вклад в историю страны. Романоязычное население в Тунисе появилось во времена Римской империи и существовало до момента интенсивной арабизации и исламизации страны в XIII веке. После этого европейское присутствие возобновилось в XV веке. В Тунис часто наведывались испанские, французские и итальянские купеческие и военные экспедиции, но массовая итальянская колонизация началась с нач. XIX века. Итальянское присутствие в стране достигло своего пика в 1910 году, когда в Тунисе было зафиксировано свыше 105 тыс. итальянцев (или 5,5 % населения страны). Свыше 72 % из них были выходцами с острова Сицилия. Настороженное отношение французского правительства Туниса по отношению к итальянским переселенцам привело к росту напряжения между Италией и Францией и отчасти способствовало распространению итальянского реваншизма, ирредентизма и фашизма в 1930-е и 1940-e годы. После провозглашения независимости, итальянцы и итало-туниссцы, равно как и другие группы европейского происхождения предпочли незамедлительно покинуть страну. Большинство выехало во Францию и Италию к началу 1960-х годов. Тем не менее, итало-туниссцы, также как и итало-ливийцы, успели внести значительный вклад в кулинарию и архитектурный облик страны.

## Итальянская иммиграция в Тунис
Показательным примером растущего итальянского влияния в регионе стал тот факт что первая газета Туниса стала издаваться на итальянском языке с 1838 года. В Тунисе искали временное убежище и известные итальянские политики (например, Джузеппе Гарибальди). В конце XIX века обанкротившийся Тунис попал в экономическую зависимость от Италии. При этом в страну усилился поток итальянских разнорабочих и безземельных крестьян. Итальянское правительство надеялось аннексировать Тунис, однако Франция, действуя из соседнего Алжира сумела опередить Италию. Французские власти настороженно относились к росту итальянской общины в стране.

## Статистика
В 1910 году население протектората насчитывало 1,923 млн чел. Из них уроженцы Италии составляли 105 000 (5,5 %), Франции — 35 000 (1,8 %). Специальный декрет 1919 года сделал приобретение земли итальянцами затруднительным. В результате среди них только 1 167 человек владело 83 000 га земли. при этом в стране было 2 395 франц. землевлад., захвативших 700 000 га. Дети итальянских граждан, родившиеся в Тунисе, подвергались быстрой галлизации, поэтому число людей называющих себя итальянцами начало постепенно сокращаться. К 1946 г. итальянцами себя назвали лишь 84 935 чел., в 1959 (3 года спустя начала массовой эмиграции тунисских итальянцев в Италию и Францию) — 51 702; в 1969 — менее 10 000. Сегодня в стране проживает менее тысячи итальянцев. Итальянцы внесли важный вклад в развитие портового города Хальк-эль-Уэд (Ла Голетта), где они долгое время составляли относ. большинство населения. Уроженкой города является итальянская актриса Клаудия Кардинале.